# Brian Greene
Brian Greene (n. 9 februarie 1963, New York) este un fizician teoretician american, cosmolog și cercetător al teoriei coardelor. Este profesor la Universitatea Columbia din 1996. Este cunoscut ca autor al unor cărți pentru publicul general, cum ar fi The Elegant Universe, Icarus at the Edge of Time, The Fabric of the Cosmos (Textura Universului), The Hidden Reality. A apărut într-o emisiune specială a canalului PBS și în episodul „The Herb Garden Germination” al serialului The Big Bang Theory.

## Cariera

### Cercetări
Aria de cercetare a lui Greene este teoria coardelor, ca o candidată pentru teoria gravitației cuantice. Teoria coardelor încearcă să explice diferitele specii de particule din modelul standard al fizicii particulelor ca aspecte diferite ale unui singur tip de coardă vibratoare uni-dimensională. O particularitate a teoriei coardelor este că postulează existența unor dimensiuni suplimentare ale spațiului - în loc de patru dimensiuni, ar trebui să fie zece dimensiuni spațiale și o dimensiune a timpului pentru a permite o teorie a coardelor definită în mod consecvent. Teoria trebuie să ofere mai multe explicații de ce nu se percep aceste dimensiuni suplimentare, una dintre explicații fiind aceea că acestea sunt „ghemuite” (compactate, pentru a folosi termenul tehnic) și, prin urmare, sunt prea mici pentru a fi ușor de remarcat.

## Viața personală
Greene este căsătorit cu fosta producătoare de la ABC, Tracy Day. El a devenit vegetarian în 1997 după turul Farm Sanctuary din Watkins Glen, New York.

## Lucrări publicate

### Cărți
- 1999. The Elegant Universe|The Elegant Universe: Superstrings, Hidden Dimensions, and the Quest for the Ultimate Theory.
- 2005. The Fabric of the Cosmos: Space, Time, and the Texture of Reality.
- 2008. Icarus at the Edge of Time.
- 2011. The Hidden Reality: Parallel Universes and the Deep Laws of the Cosmos.

## Filmografie
- Maze  (2000)
- Frecvența vieții (2000) - În rolul său
- The Last Mimzy  (2007)
- The Big Bang Theory (serial TV) - În rolul său